# Manta alfredi
La manta della barriera corallina (Manta alfredi J. L. G. Krefft, 1868) è una specie di pesce cartilagineo della famiglia dei Miliobatidi.

## Descrizione
Tra le specie normalmente riconosciute come tale, si tratta della seconda per dimensioni, sorpassata solamente dalla manta gigante (anche se un'altra specie della regione caraibica ancora in attesa di riconoscimento ufficiale sembra poter raggiungere dimensioni maggiori rispetto alla Manta alfredi.
La Manta alfredi tipicamente raggiunge i 3 – 3,5 metri di apertura del disco, fino a un massimo di 5,5 metri .
A lungo inclusa nella specie Manta birostris, lo stato della Manta alfredi come specie separata è stato confermato solo nel 2009.

## Distribuzione e habitat
Manta alfredi si trova comunemente nelle acque tropicali e subtropicali dell'Indo-Pacifico, ma esistono registrazioni di avvistamenti anche dall'Atlantico orientale tropicale, mentre non sembrano esserci segnalazioni della sua presenza dal Pacifico . Se comparata con la Manta birostris, con cui è facilmente confondibile, la Manta alfredi tende a farsi trovare in acque meno profonde, in habitat più costieri, ma a volte sono state segnalate migrazioni locali.